# Milburga
Santa Milburga (en inglés Midburth o Milburgh) (f. 715) fue una abadesa benedictina de la abadía de Wenlock. Es venerada como santa por la Iglesia católica. 

## Biografía
Fue hija de Merewalh, rey de Mercia y Santa Ermenburga. Santa Mildrith y Santa Mildgytha fueron sus hermanas. Tenía un misterioso poder sobre los pájaros, donde podía hablar con ellos para que no dañaran los cultivos. También fue conocida por numerosos milagros.